# Nagymizdó
Nagymizdó község Vas vármegyében, a Körmendi járásban.

## Fekvése
Körmendtől 9 kilométerre délkeletre fekszik, a Kemenesháton, a Rába völgye mellett. Közigazgatási területén, belterületének déli szélén végighalad a Molnaszecsőd-Katafa közti 7445-ös út, de a település belterületén csak a 74 164-es számú mellékút halad végig.
A szomszédos települések: Katafa, Szarvaskend és Hegyhátsál.
Megközelíthető Körmendtől a katafai elágazáson keresztül. Vasútállomással nem rendelkezik.

## Nevének eredete
A mizdó név a mézadó szóból származik. Az itt élő szolgálónép látta el mézzel a királyi udvart, és a nyugati határőrizet embereit.

## Története
A település ősidők óta lakott. Határában neolitikus cserepekre és kőeszközökre bukkantak a régészek. A határában elterülő Várdombon római kori kiserőd nyomait vélték sokáig. Valójában őskori cserépégető maradványai és a sérült agyagedények hátrahagyott cserepei izgatták a helyiek fantáziáját. Várdomb ma már nem látható,  mert a lakosok illetve a valamikori téesz homokbányát nyitott a területen és a régészeti védelemre fittyet hányva széthordta azt.
Első okleveles említése 1237-ből származik. 1441-ben I. Ulászló király Gersei Petőnek adományozta a települést. 1423-1450 között Bokodi György valamint Mezőlaki János birtoka. 1468-tól Nádasdi Lászlóhoz, majd 1495-1513 közötti időszakban Thyned Rusinhoz került. Az 1549-es összeírás szerint "Myzdo" csak pusztatelkekből állt. Valószínűleg az 1529-es oszmán-török kőszegi ostrom miatt pusztult el. 1600-ban a Vas vármegyei közgyűlés a Körmend környékére vezényelt katonák szálláshelyéül jelölték ki. Az 1690-es összeíráskor tizenhárom telkes jobbágy és hét zsellér élt a faluban. A győri katolikus püspökség 1733-as összeírásában is szereplő Nagymizdó a Szarvaskendi egyházközösséghez tartozott. Az 1760-as évektől a Festeticsek birtoka. Az 1787-ben keltezett írás szerint volt a faluban kocsmáros, kovács és molnár is.
A római katolikus templom 1886-ban készült el, amit Szent Anna tiszteletére ajánlottak.

## Közélete

### Polgármesterei
- 1990–1994: Horváth Gyula (FKgP)[3]
- 1994–1998: Horváth Gyula (független)[4]
- 1998–2002: Horváth Gyula (független)[5]
- 2002–2006: Horváth Gyula (független)[6]
- 2006–2010: Horváth Gyula (független)[7]
- 2010–2014: Hittigné Katz Éva (független)[8]
- 2014–2019: Hittigné Katz Éva (független)[9]
- 2019–2024: Törökné Horváth Eszter (független)[10]
- 2024– : Törökné Horváth Eszter (független)[1]

## Népesség
A település népességének változása:
| Lakosok száma | 114  | 108  | 110  | 103  | 117  | 119  | 114  |
|               | 2013 | 2014 | 2015 | 2021 | 2022 | 2023 | 2024 |

A 2011-es népszámlálás során a lakosok 100%-a magyarnak, 1,7% németnek mondta magát (a kettős identitások miatt a végösszeg nagyobb lehet 100%-nál). A vallási megoszlás a következő volt: római katolikus 81,7%, református 1,7%, evangélikus 2,6%, felekezet nélküli 7,8% (5,2% nem nyilatkozott).
2022-ben a lakosság 94,9%-a vallotta magát magyarnak, 0,9% németnek (5,1% nem nyilatkozott; a kettős identitások miatt a végösszeg nagyobb lehet 100%-nál). Vallásuk szerint 62,4% volt római katolikus, 6% evangélikus, 2,6% református, 0,9% görög katolikus, 0,9% egyéb katolikus, 0,9% felekezeten kívüli (26,5% nem válaszolt).

## Nevezetességei
- Szent Anna templom, épült 1886-ban

## Külső hivatkozások
- Nagymizdó az utazom.com honlapján[halott link]